# Vanessa abyssinica
Espèce
Vanessa abyssinica est une espèce de lépidoptères (papillons) africains de la famille des Nymphalidae et de la sous-famille des Nymphalinae.

## Systématique
Vanessa abyssinica a été nommée par Cajetan Freiherr von Felder et Rudolf Felder en 1867.
Synonymes : 
- Pyrameis abyssinica C. & R. Felder, [1867]
- Antanartia abyssinica[1].

### Sous-espèces
- Vanessa abyssinica abyssinica présente en Éthiopie
- Vanessa abyssinica jacksoni (Howarth, 1966) au Kenya et en Tanzanie
- Vanessa abyssinica vansomereni (Howarth, 1966) en Ouganda, au Rwanda et en République démocratique du Congo (anciennement Zaïre).

## Noms vernaculaires
L'espèce se nomme en anglais Abyssinian Admiral.

## Description
Vanessa abyssinica est un grand papillon aux ailes marron dont les antérieures sont barrées d'orange et les postérieures bordées d'une bande orange l'ensemble formant un dessin en 3/4 de cercle orange. Les postérieures présentent une ligne de petits ocelles bleus doublant la bande orange.

## Distribution
Vanessa abyssinica réside en Éthiopie, au Kenya, en Tanzanie, en Ouganda, au Rwanda et au Zaïre.

## Protection
Pas de statut de protection particulier[réf. souhaitée].